# Odszkodowanie retorsyjne
Odszkodowanie retorsyjne – w języku prawniczym oznacza, występującą w systemie prawa common law, karę nakładaną w procesach cywilnych w celu odstraszenia skazanego oraz jego możliwych naśladowców od ponownego postępowania w podobny sposób. 
Odszkodowanie retorsyjne wymierza się niezależnie od odszkodowania (odszkodowanie kompensacyjne) oraz zadośćuczynienia. Na jego wysokość nie ma wpływu szkoda powoda, lecz szkoda, jakiej doznało lub – w przypadku kontynuowania sprzecznej z prawem praktyki pozwanego – doznałoby społeczeństwo. Odszkodowanie to płaci się na rzecz państwa.
Przy zasądzaniu odszkodowania retorsyjnego bierze się pod uwagę zamożność pozwanego, stąd wielokrotnie sądy amerykańskie karały wielkie koncerny wielomilionowymi odszkodowaniami retorsyjnymi. Odszkodowania te są też często zdecydowanie wyższe niż odszkodowania zasądzane na rzecz powoda. Przykładem jest wyrok (uchylony przez Sąd Najwyższy Stanów Zjednoczonych) zasądzający od firmy tytoniowej Philip Morris odszkodowanie na rzecz wdowy po zmarłym palaczu w wysokości 821 tys. USD oraz odszkodowanie retorsyjne w wysokości 79,5 mln USD.